# Olympische Jugend-Sommerspiele 2014/Hockey
| Hockey bei den II. Olympischen Jugend-Sommerspielen | Hockey bei den II. Olympischen Jugend-Sommerspielen |
| Olympische Ringe · Hockey                           | Olympische Ringe · Hockey                           |
| Informationen                                       | Informationen                                       |
| --------------------------------------------------- | --------------------------------------------------- |
| Teilnehmer:                                         | 180 Athleten                                        |
| Datum:                                              | 17. August–27. August                               |
| Austragungsort:                                     | Youth Olympic Sports Park                           |
| Wettkampfort:                                       | Nanjing                                             |
| Entscheidungen:                                     | 2                                                   |
| ← Singapur 2010                                     | Buenos Aires 2018 →                                 |
| Olympische Ringe                                    | Hockey                                              |

| Olympische Jugend-Sommerspiele 2014 (Medaillenspiegel Hockey) | Olympische Jugend-Sommerspiele 2014 (Medaillenspiegel Hockey) | Olympische Jugend-Sommerspiele 2014 (Medaillenspiegel Hockey) | Olympische Jugend-Sommerspiele 2014 (Medaillenspiegel Hockey) | Olympische Jugend-Sommerspiele 2014 (Medaillenspiegel Hockey) | Olympische Jugend-Sommerspiele 2014 (Medaillenspiegel Hockey) |
| Platz                                                         | Mannschaft                                                    | Goldmedaillen                                                 | Silbermedaillen                                               | Bronzemedaillen                                               | Gesamt                                                        |
| ------------------------------------------------------------- | ------------------------------------------------------------- | ------------------------------------------------------------- | ------------------------------------------------------------- | ------------------------------------------------------------- | ------------------------------------------------------------- |
| 01                                                            | Australien                                                    | 1                                                             | —                                                             | —                                                             | 1                                                             |
| 0                                                             | China                                                         | 1                                                             | —                                                             | —                                                             | 1                                                             |
| 03                                                            | Kanada                                                        | —                                                             | 1                                                             | —                                                             | 1                                                             |
| 0                                                             | Niederlande                                                   | —                                                             | 1                                                             | —                                                             | 1                                                             |
| 05                                                            | Spanien                                                       | —                                                             | —                                                             | 1                                                             | 1                                                             |
| 0                                                             | Argentinien                                                   | —                                                             | —                                                             | 1                                                             | 1                                                             |

Bei den Olympischen Jugend-Sommerspielen 2014 in der chinesischen Metropole Nanjing wurden zwei Wettbewerbe im Hockey ausgetragen.
Die Spiele fanden vom 17. bis zum 27. August im Youth Olympic Sports Park statt.
Gespielt wurde die Variante Hockey5 mit halbhohen Banden auf einem Hockeyfeld halber Größe.

## Jungen

### Vorrunde
| 0 | Team für Viertelfinale qualifiziert |

#### Gruppe A
| Rang | Land        | S | G | U | V | Tore  | Diff. | Punkte |
| ---- | ----------- | - | - | - | - | ----- | ----- | ------ |
| 1    | Spanien     | 4 | 4 | 0 | 0 | 28:10 | +18   | 12     |
| 2    | Australien  | 4 | 2 | 0 | 2 | 21:17 | +04   | 6      |
| 3    | Kanada      | 4 | 2 | 0 | 2 | 14:13 | +01   | 6      |
| 4    | Südafrika   | 4 | 2 | 0 | 2 | 11:19 | −08   | 6      |
| 5    | Bangladesch | 4 | 0 | 0 | 4 | 07:22 | −15   | 0      |

|             | AUS | BAN | CAN | ESP | RSA |
| ----------- | --- | --- | --- | --- | --- |
| Australien  |     | 5:2 | 5:2 | 6:7 | 5:6 |
| Bangladesch | 2:5 |     | 1:4 | 1:9 | 3:4 |
| Kanada      | 2:5 | 4:1 |     | 3:6 | 5:1 |
| Spanien     | 7:6 | 9:1 | 6:3 |     | 6:0 |
| Südafrika   | 6:5 | 4:3 | 1:5 | 0:6 |     |

#### Gruppe B
| Rang | Land        | S | G | U | V | Tore  | Diff. | Punkte |
| ---- | ----------- | - | - | - | - | ----- | ----- | ------ |
| 1    | Neuseeland  | 4 | 3 | 1 | 0 | 28:12 | +16   | 10     |
| 2    | Pakistan    | 4 | 3 | 1 | 0 | 27:12 | +15   | 10     |
| 3    | Mexiko      | 4 | 1 | 0 | 3 | 11:20 | −09   | 3      |
| 4    | Sambia      | 4 | 1 | 0 | 3 | 14:24 | −10   | 3      |
| 5    | Deutschland | 4 | 1 | 0 | 3 | 10:22 | −12   | 3      |

|             | GER | MEX | NZL | PAK | ZAM |
| ----------- | --- | --- | --- | --- | --- |
| Deutschland |     | 4:2 | 3:6 | 2:6 | 1:8 |
| Mexiko      | 2:4 |     | 1:8 | 2:6 | 6:2 |
| Neuseeland  | 6:3 | 8:1 |     | 6:6 | 8:2 |
| Pakistan    | 6:2 | 6:2 | 6:6 |     | 9:2 |
| Sambia      | 8:1 | 2:6 | 2:8 | 2:9 |     |

### Finalrunde
|  | Viertelfinale | Viertelfinale |  |  | Halbfinale | Halbfinale |         |   | Spiel um Gold   | Spiel um Gold   |
|  |               |               |  |  |            |            |         |   |                 |                 |
|  |               |               |  |  |            |            |         |   |                 |                 |
|  | Spanien       | 10            |  |  |            |            |         |   |                 |                 |
|  | Sambia        | 1             |  |  | Spanien    | 9          |         |   |                 |                 |
|  |               |               |  |  | Kanada     | 10         |         |   |                 |                 |
|  | Pakistan      | 9             |  |  |            |            |         |   |                 |                 |
|  | Kanada        | 10            |  |  | Kanada     | 5          |         |   |                 |                 |
|  |               |               |  |  |            | Australien | 6       |   |                 |                 |
|  | Australien    | 8             |  |  |            |            |         |   |                 |                 |
|  | Mexiko        | 1             |  |  | Australien | 4          |         |   |                 |                 |
|  |               |               |  |  | Südafrika  | 3          |         |   | Spiel um Bronze | Spiel um Bronze |
|  | Neuseeland    | 0             |  |  |            |            | Spanien | 7 |                 |                 |
|  | Südafrika     | 3             |  |  |            |            |         |   | Südafrika       | 4               |

### Endstand
| Platz | Land | Athleten |
| ----- | ---- | --- |
| 1     | AUS  | Metthew Bird, Jonathan Bretherton, Max Hendry, Tim Howard, Max Hughes, Alec Rasmussen, Nathanael Stewart, Mackenzie Warne, Corey Weyer                                                                  |
| 2     | CAN  | Parmeet Gill, Liam Manning, Floyd Mascarenhas, Braedon Muldoon, Balraj Panesar, Brandon Pereira, Vikram Sandhu, Amrit Sidhu, Harbir Sidhu                                                               |
| 3     | ESP  | Manuel Bordas i Fabregas, Jordi Farres Palet, Lucas Garcia Alcalde, Marcos Giralt Ripol, E. M. Gonzalez de Castejon Veli, Jan Lara Rosell, Pol Parrilla Suarez, Llorenc Piera Grau, Joan Tarres Fortuny |

Die Vorrunde wurde vom 17. bis 21. August ausgetragen.

Die Finalrunde wurde vom 23. bis 27. August ausgetragen.
 Jonas Grill, Luca Großmann, Anton Körber, Lucas Lampe, Jan Mertens, Jannick Rowedder, Felix Schneider, Philip Strzys und Simon Wenzel erreichten Platz 9.

## Mädchen

### Vorrunde
|  | Team für Viertelfinale qualifiziert |

#### Gruppe A
| Rang | Land        | S | G | U | V | Tore  | Diff. | Punkte |
| ---- | ----------- | - | - | - | - | ----- | ----- | ------ |
| 1    | Niederlande | 4 | 4 | 0 | 0 | 46:01 | +45   | 12     |
| 2    | Japan       | 4 | 2 | 1 | 1 | 42:16 | +26   | 7      |
| 3    | Argentinien | 4 | 2 | 1 | 1 | 34:09 | +25   | 7      |
| 4    | Südafrika   | 4 | 1 | 0 | 3 | 08:34 | −26   | 3      |
| 5    | Fidschi     | 4 | 0 | 0 | 4 | 03:73 | −70   | 0      |

|             | ARG  | FIJ  | JPN  | NED  | RSA  |
| ----------- | ---- | ---- | ---- | ---- | ---- |
| Argentinien |      | 22:0 | 3:3  | 0:6  | 9:0  |
| Fidschi     | 0:22 |      | 1:26 | 0:17 | 2:8  |
| Japan       | 3:3  | 26:1 |      | 1:12 | 12:0 |
| Niederlande | 6:0  | 17:0 | 12:1 |      | 11:0 |
| Südafrika   | 0:9  | 8:2  | 0:12 | 0:11 |      |

#### Gruppe B
| Rang | Land                | S | G | U | V | Tore  | Diff. | Punkte |
| ---- | ------------------- | - | - | - | - | ----- | ----- | ------ |
| 1    | Volksrepublik China | 4 | 4 | 0 | 0 | 29:03 | +26   | 12     |
| 2    | Uruguay             | 4 | 3 | 0 | 1 | 19:08 | +11   | 9      |
| 3    | Neuseeland          | 4 | 2 | 0 | 2 | 20:20 | ±0    | 6      |
| 4    | Deutschland         | 4 | 1 | 0 | 3 | 08:23 | −15   | 3      |
| 5    | Sambia              | 4 | 0 | 0 | 4 | 08:30 | −22   | 0      |

|                     | CHN  | GER  | NZL  | URU | ZAM  |
| ------------------- | ---- | ---- | ---- | --- | ---- |
| Volksrepublik China |      | 11:0 | 8:3  | 2:0 | 8:0  |
| Deutschland         | 0:11 |      | 1:4  | 2:6 | 5:2  |
| Neuseeland          | 3:8  | 4:1  |      | 3:6 | 10:5 |
| Uruguay             | 0:2  | 6:2  | 6:3  |     | 7:1  |
| Sambia              | 0:8  | 2:5  | 5:10 | 1:7 |      |

### Finalrunde
|  | Viertelfinale       | Viertelfinale |  |  | Halbfinale          | Halbfinale          |             |   | Spiel um Gold   | Spiel um Gold   |
|  |                     |               |  |  |                     |                     |             |   |                 |                 |
|  |                     |               |  |  |                     |                     |             |   |                 |                 |
|  | Niederlande         | 8             |  |  |                     |                     |             |   |                 |                 |
|  | Deutschland         | 1             |  |  | Niederlande         | 4                   |             |   |                 |                 |
|  |                     |               |  |  | Argentinien         | 2                   |             |   |                 |                 |
|  | Uruguay             | 0             |  |  |                     |                     |             |   |                 |                 |
|  | Argentinien         | 9             |  |  | Niederlande         | 7                   |             |   |                 |                 |
|  |                     |               |  |  |                     | Volksrepublik China | 8           |   |                 |                 |
|  | Japan               | 7             |  |  |                     |                     |             |   |                 |                 |
|  | Neuseeland          | 1             |  |  | Japan               | 3                   |             |   |                 |                 |
|  |                     |               |  |  | Volksrepublik China | 4                   |             |   | Spiel um Bronze | Spiel um Bronze |
|  | Volksrepublik China | 7             |  |  |                     |                     | Argentinien | 5 |                 |                 |
|  | Südafrika           | 1             |  |  |                     |                     |             |   | Japan           | 2               |

### Endstand
| Platz | Land | Athleten |
| ----- | ---- | --- |
| 1     | CHN  | Chen Yang, Li Hong, Liu Kailin, Shen Yang, Tu Yidan, Zhang Jinrong, Zhang Lijia, Zhang Xindan, Zhong Jiaqi                                                                                 |
| 2     | NED  | Karlijn Adank, Michelle Fillet, Kyra Fortuin, Maxime Karstholt, Frédérique Matla, Elin van Erk, Marijn Veen, Carmen Wusman, Ginella Zerbo                                                  |
| 3     | ARG  | Cristina Cosentino, Barbara Dichiara Gentili, Julieta Jankunas, Macarena Losada, Maria Paula Ortiz, Micaela Retegui, Delfina Thome Guastavino, Sofía Toccalino, Eugenia Maria Trinchinetti |

Die Vorrunde wurde vom 17. bis 23. August ausgetragen.

Die Finalrunde wurde vom 23. bis 26. August ausgetragen.
 Kyra Angerer, Alena Baumgarten, Lara Bittel, Henrike Duthweiler, Luisa Hohenhovel, Anna Jeltsch, Jana Pacyna, Thea Scheidl und Rieke Schulte erreichten Platz 7.